# چاه چاکر
چاه چاکر یا موتور چاکر‎ روستایی در دهستان دلگان بخش مرکزی شهرستان دلگان استان سیستان و بلوچستان ایران است.

## جمعیت
بر پایه سرشماری عمومی نفوس و مسکن در سال ۱۳۹۵ جمعیت این روستا ۲۲۹ نفر (۵۷خانوار) بوده‌است.